# Gliese 440
Gliese 440 is een ster van het type witte dwerg met een magnitude van +11,51 in het sterrenbeeld Vlieg (Musca) met een spectraalklasse van DQ.6. De ster bevindt zich 15,12 lichtjaar van de zon.